# Clerks (banda sonora)
Clerks es la banda sonora de la película de 1994 del mismo nombre. Fue lanzada el 11 de octubre de 1994 por Chaos Recordings y Columbia Records, hoy ambos sellos pertenecientes al grupo Sony Music Entertainment. La banda sonora incluye una recopilación de canciones de varios grupos, generalmente punk rock, grunge e indie, y diálogos de la película.
El 15 de noviembre de 2012, Smith encontró la copia original de la cinta en su casa. La cinta estaba grabada sobre un casete instructivo de 4 pistas. Según Smith, «Scott Angley, compañero de la escuela regional Henry Hudson, y su banda LOVE AMONGST FREAKS grabaron la banda sonora, la canción inicial y otras piezas en una vieja grabadora de 4 pistas en su garaje».

## Listado de canciones
| Nº | Canción                            | Banda                   |
| -- | ---------------------------------- | ----------------------- |
| 1  | "Dante's Lament"                   |                         |
| 2  | "Clerks"                           | Love Among Freaks       |
| 3  | "Kill the Sex Player"              | Girls Against Boys      |
| 4  | "No Time for Love Dr. Jones"       |                         |
| 5  | "Got Me Wrong"                     | Alice in Chains         |
| 6  | "Randal & Dante on Sex"            |                         |
| 7  | "Making Me Sick"                   | Bash & Pop              |
| 8  | "A Bunch of Muppets"               |                         |
| 9  | "Chewbacca"                        | Supernova               |
| 10 | "Panic in Cicero"                  | The Jesus Lizard        |
| 11 | "Shooting Star"                    | Golden Smog             |
| 12 | "Leaders & Followers"              | Bad Religion            |
| 13 | "I Like to Expand My Horizons"     |                         |
| 14 | "Violent Mood Swings (Thread Mix)" | Stabbing Westward       |
| 15 | "Berserker"                        | Love Among Freaks       |
| 16 | "Big Problems"                     | Corrosion of Conformity |
| 17 | "Go Your Own Way"                  | Seaweed                 |
| 18 | "Social Event of the Season"       |                         |
| 19 | "Can't Even Tell"                  | Soul Asylum             |
| 20 | "Jay's Chant"                      |                         |